# 国鉄タキ25800形貨車
国鉄タキ25800形貨車（こくてつタキ25800がたかしゃ）は、かつて日本国有鉄道（国鉄）及び1987年（昭和62年）4月の国鉄分割民営化後は日本貨物鉄道（JR貨物）に在籍した私有貨車（タンク車）である。
本形式と同一の専用種別であるタム7500形、タム7550形、タキ8600形、タキ18900形についても本項目で解説する。

## タキ25800形
本形式は、アニリン専用の35t 積タンク車として1974年（昭和49年）11月18日に3両（タキ25800 - タキ25802）が、日本車輌製造の1社のみで製作された。
アニリンを専用種別とする貨車は本形式の他には、タム7500形、タム7550形、タキ8600形、タキ18900形の4形式が存在したがいずれも少数車である。（後述）
所有者は、日本石油輸送の1社のみでありその常備駅は福島県の郡山駅であった
1991年（平成3年）に専用種別が青化ソーダ液に変更になり化成品分類番号は「毒62」（毒性の物質、毒性物質、危険性度合1（大））と標記された。
改造に際して従来タンク体材質は対候性高張力鋼製であったため、タンク体内部にゴムライニング処理を施し車体には「（内部ゴムライニング）」と標記された。また配管・バルブ類の保護目的のためのプロテクタ（カバー）が追加された。
荷役方式は、タンク上部のマンホールからの上入れ、液出管と空気管使用による上出し方式である。両管はS字管を装備した。
車体色は黒色、寸法関係は全長は13,200mm、全幅は2,631mm、全高は3,694mm、台車中心間距離は9,000mm、自重は16.0t、換算両数は積車5.0、空車1.6であり、台車はベッテンドルフ式のTR41E-12である。
1987年（昭和62年）4月の国鉄分割民営化時には全車がJR貨物に継承されたが、2003年（平成15年）度に廃車となり同時に形式消滅となった。

## タム7500形
タム7500形は1960年（昭和35年）2月26日に富士重工業にて1両のみが製作された15t 積タンク車である。
純度保持のため普通鋼製の内側にステンレス鋼が貼り付けられた。
三井物産が所有し東和歌山駅を常備駅として運用され、その後常備駅は紀三井寺駅へと変更になりさらに前川駅へ移動した。
全長は8,300mm、全幅は2,384mm、全高は3,438mm、軸距は4,500mm、自重は11.2t、換算両数は積車2.6、空車1.2である。走り装置は二段リンク式（最高最転速度75km/h）、車軸は12t長軸であった。
1985年（昭和60年）7月8日（タキ8600形、タキ18900形と同一日）に廃車となり同時に形式消滅となった。

## タム7550形
タム7550形は1961年（昭和36年）12月18日に1両、1962年（昭和37年）10月13日に1両の合計2両（タム7550, タム7550）が日本車輌製造にて製作された15t 積タンク車である。
純度保持のため普通鋼製の内側に防食塗料を塗布した。
日本石油輸送が所有し秋田港駅を常備駅として運用された。
1963年（昭和38年）5月10日に2両とも住友化学工業へ名義変更されたが、1974年（昭和49年）1月17日に再度日本石油輸送へ名義変更された。
全長は8,200mm、全幅は2,530mm、全高は3,437mm、軸距は4,500mm、自重は10.4t、換算両数は積車2.6、空車1.2である。走り装置は二段リンク式（最高最転速度75km/h）、車軸は12t長軸であった。
1984年（昭和59年）6月27日に2両とも廃車となり同時に形式消滅となった。

## タキ8600形
タキ8600形は1960年（昭和35年）12月3日に富士重工業にて1両のみが製作された30t 積タンク車である。
タンク体は普通鋼製であり荷役方式はマンホールからの上入れ、吐出管による下出し方式である。
三井物産が所有し東和歌山駅を常備駅として運用され、その後常備駅は紀三井寺駅へと変更になりさらに前川駅へ移動した。すべてタム7500形と同一である。
全長は12,300mm、全幅は2,540mm、全高は3,735mm、台車中心間距離は8,200mm、自重は18.5t、換算両数は積車5.0、空車1.8である。台車はベッテンドルフ式のTR41Cであった。
1985年（昭和60年）7月8日（タム7500形、タキ18900形と同一日）に廃車となり同時に形式消滅となった。

## タキ18900形
タキ18900形は1970年（昭和45年）8月4日に富士重工業にて3両（タキ18900 - タキ18902）が製作された30t 積タンク車である。
タンク体は耐候性高張力鋼製でありタキ8600形に対して軽量化された。荷役方式はマンホールからの上入れ、吐出管による下出し方式である。
三井物産が所有し紀三井寺駅を常備駅として運用され、その後常備駅は前川駅へと変更になった。
全長は11,500mm、全幅は2,504mm、全高は3,630mm、台車中心間距離は7,700mm、自重は14.8t、換算両数は積車4.5、空車1.4である。台車はベッテンドルフ式のTR41Cであった。
1985年（昭和60年）7月8日（タム7500形、タキ8600形と同一日）に廃車となり同時に形式消滅となった。車齢15年と短命であった。